# ハッピータイガー
『ハッピータイガー』は、モデルグラフィックス誌上で連載された小林源文の架空戦記漫画作品。梅本弘による小説版、およびその続編もある。

## ストーリー
1939年（昭和14年）、大日本帝国陸軍将校を父に持つ主人公の川島正徳少尉はノモンハン事件にて対戦車砲部隊を指揮していたが、戦力で圧倒的なソ連軍の前に部隊は全滅、行き倒れていた所をモンゴルの遊牧民の一家に救われる。
バートルと名づけられた彼はしばらくモンゴル人として遊牧民一家と共に生活するが、独ソ戦が勃発。バートルはソ連軍の強制徴兵に対して遊牧民一家の身代わりとして志願して、かつて敵側であったソ連兵としてソ連に侵攻していたドイツ軍と戦うことになる。
1941年（昭和16年）末、モスクワ攻防戦にてモンゴル兵たちは無謀な突撃を強制された末にドイツ軍の捕虜となってしまう。強制労働に就かされていた1943年（昭和18年）、アインザッツグルッペに射殺されかけたバートルこと正徳は偶然武装親衛隊に助けられ、今度はドイツ兵としてソ連軍と戦うことになるのであった。
整備班で働いていたバートルは、命の恩人であるゾーレッツSS軍曹の駆るティーガー（タイガー）戦車の装填手となり、さらに対戦車砲部隊の経験を活かして砲手として活躍する。砲塔に逆さの「福」の字を描いた「ハッピータイガー」の武勲はたちまち知れ渡り、バートルは東部戦線を訪問した大島浩駐独大使との面会の場で、父であり帝国陸軍将校でもあるドイツ駐在武官・川島中佐との再会を果たす。川島中佐は戦死したと思っていたバートルこと正徳に、みずからの軍刀を託す。
バートルは戦友ゾーレッツと共に東部戦線にてハリコフ攻防戦、クルスク攻防戦、ドニエプル川の戦いなどに参加、その後二人は西部戦線に転属され、1944年（昭和19年）にはノルマンディー上陸作戦におけるカーン攻防戦やファレーズ包囲戦など東西両戦線の熾烈な戦場を愛車ティーガーと共に戦い抜いていく。
1945年（昭和20年）、ドイツの敗色が濃くなる中、ティーガー戦車以下ドイツの先進兵器を日本へ導入する計画が持ち上がる。父と大島大使の計らいでゾーレッツと共に技術指導員に選ばれたバートルは、ティーガー戦車などを搭載したUボートで故郷日本を目指すが、途上でドイツは降伏してしまう。
Uボート艦長はティーガー戦車などの貨物が連合軍に接収されることを避けるため、立ち寄り先のビルマ（現ミャンマー）に陸揚げする。Uボートを降りたバートルは父と現地の日本兵ら、そして何より戦友ゾーレッツと共に連合軍を相手に最後の戦いに挑む事になる。
なお漫画版ではビルマで話が終わっているが、小説版の続編『逆襲の虎』ではさらにサイパン島へ奇襲上陸している。
また、主人公の川島とゾーレッツは戦後にカレーショップ「ハッピータイガー」を開いており、物語はその店内にて作者の小林がアシスタント達に語る体裁になっている。

## 登場人物

### 枢軸国（ナチス・ドイツ、大日本帝国）側
- 川島正徳少尉（バートル。最終階級：SS軍曹(日本軍での階級は少尉） - 本作の主人公。
- 川島中佐（駐独武官・バートル(正徳)の父親） - 正徳の出征と同時期に駐独武官を拝命。大島大使に随行して東部戦線を訪問した際に、武装親衛隊の一員となっていた正徳と再会。その後ビルマの戦いで戦死する。
- 大島浩（駐独日本大使） - 実在の人物である。
- ハンス・ゾーレッツSS軍曹（最終階級：SS中尉） - 下記の写真の同名の人物がモデル。既婚者でハンブルク在住だったが、1943年の空襲で妻子を亡くしている。
- グスタフ・フォン・ハイマー海軍少将 - ティーガーや多数の44型突撃銃、パンツァーファウストなどの新装備を日本に輸送すべくUボートを手配し、日本まで同行するとして同乗したが、その目的はヒトラー暗殺計画の容疑者としてゲシュタポからマークされており、逮捕から逃れるためであった。
- 佐藤大輔中尉 - 南方派遣軍独立第13工兵隊第666分遣隊の指揮官。川島親子らのビルマ入りで川島中佐の指揮下に入る。川島中佐と共に戦死している。
- 中村軍曹 - 佐藤中尉の部下。ビルマで陸揚げされたティーガーの操縦手となる。他の小林作品と同様、佐藤からひどい扱いを受けている。なお、ノモンハン事件当時は正徳の部下で上等兵だったが、伝令として隊を離れたため命拾いしていた。

### ソビエト連邦およびモンゴル側
- 内務人事委員会 - 正徳（バートル）を含むモンゴルの青年たちを拉致同然に強制徴兵している。また、モスクワの戦いでは、バートルらの部隊の督戦隊として登場している。
- モンゴル人一家 - 敗残兵である正徳（バートル）を匿い、実の息子よりよく働くと評し家族同様の関係にあった。

### その他
- 小林源文（作者） - 本作は1991年（平成3年）に当時横浜市にあった小林の自宅兼事務所近くのカレーショップで、小林が中村と担当を相手に渋谷の軍装品店で聞いた話として語るところから物語が始まる。
- 中村（アシスタント） - 中村軍曹のモデルとなった人物。小林の話に疑義をはさみ「俺の話が信用できねえのか」と殴られる描写がある。
- 柿沼（担当）
- カレーショップ「ハッピータイガー」の店主コンビ（老いた川島正徳とハンス・ゾーレッツ） - ゾーレッツは高齢による体力の衰えからか居眠りばかりして正徳を呆れさせている。

## 題材

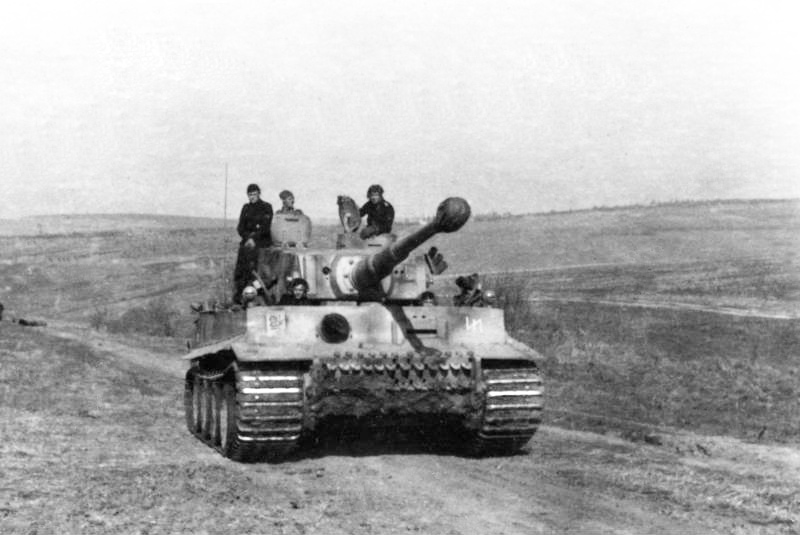
1943年4月、クルスク戦以前の“ハッピータイガー”（実車）。車体前面装甲の向かって右側に「ダス・ライヒ」師団マーク、左側に「倒福」マークが確認できる。

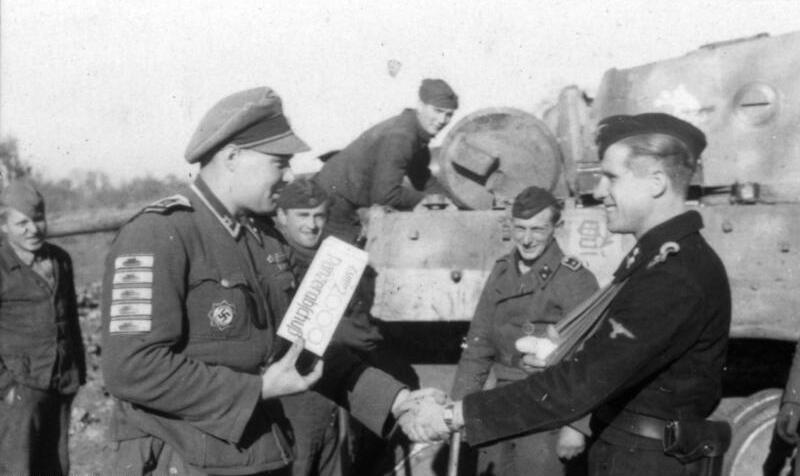
師団における敵車両2000両目の撃破を記念するプレートをアドルフ・パイヒルから授与される戦車長ハンス・ゾーレッツSS曹長（1943年11月）。この写真中にも「倒福」マークが確認できる。なお、この写真は模写も含め本作中にも登場している。

この物語のモチーフとなったのは、クルスク戦前後に武装親衛隊の第2SS装甲擲弾兵師団「ダス・ライヒ」に所属した1両のティーガーI型である。この車両には、実際に車体に逆さの「福」の字が書き込まれ（あるいは「福」の字を書いた紙が貼られ）ている。古い資料ではこれを剣を掲げた半身像と見立てているものもあるが、鮮明な写真では明らかに「福」の字であることが見て取れる。プラモデルのデカールに取り上げられたこともある。この車両については、本作と同時期に『タミヤニュース』で連載されていた菊地晟「福の字が画かれたタイガー」に詳しく検証されており、本作の原作者である梅本弘も参考にしている。
逆さの「福」は倒福と呼ばれる中国の招福の印で、日本の中華街でもよく見掛けることができる。ティーガーの倒福は、中国（中華民国）に何らかの関係を持つ乗員によるパーソナル・マーキングであったと考えられる（戦間期におけるドイツと中国の関係については中独合作も参照のこと）。
また登場人物について梅本ならびに小林は、
1. 渋谷の軍装品店に現れた元ドイツ兵を名乗る高齢の日本人
2. ソ連軍に強制徴兵されたモンゴル人で、ドイツ軍の捕虜となった後にドイツ軍に志願してノルマンディーでイギリス軍の捕虜となった人物
3. 第442連隊戦闘団所属の日系アメリカ人がイタリア戦線で捕虜となったときの尋問で、ドイツの階級章を付けた日本人が現れ会話をしたという記録
4. 1945年のベルリン攻防戦の際、国会議事堂の中で割腹自殺したアジア系人種で構成された武装SSが発見されたというソ連軍の記録
5. ソ連軍の捕虜となったドイツ軍捕虜の中に日本人を自称するアジア人の集団がいたが、日本語が理解できないため偽者と判明する。しかし1人だけ本物としか思えない人物が混じっていたという記録

などの実話を、フィクションでつなぎ合わせたとしている。小林の公式サイトでは、本作は実在の人物（満州の関東軍から大陸横断してドイツ東部軍に加わった）の実話をベースとしたと説明している。

## 単行本
コミック
- ハッピータイガー（MGコミック）大日本絵画刊 1993年9月発売 ISBN 978-4499226202
- ハッピータイガー（SEBUNコミックス）世界文化社刊 2002年5月発売 ISBN 978-4418025084

小説
- ビルマの虎 - ハッピータイガー戦記 角川書店刊 1993年8月発売 ISBN 978-4047840010
- 逆襲の虎 B29殲滅作戦 - ハッピータイガー戦記2 角川書店刊 1994年8月発売 ISBN 978-4047840027